# Ochetellus epinotalis
Ochetellus epinotalis é uma espécie de formiga do gênero Ochetellus.